# بيرثا مخيزي
بيرثا مخيزي (6 حزيران 1889 – 3 تشرين الأول 1981) كانت معلّمة من جنوب أفريقيا، حصلت على التحرر القانوني كامرأة تدير عملًا تجاريًا مستقلًا بحقوقها الخاصة. ومع بدء الحكومة في تطبيق سياسة الفصل العنصري في أواخر الأربعينيات وأوائل الخمسينيات من القرن العشرين، انضمت إلى النقابات العمالية والمنظمات النسائية، وقادت مظاهرات احتجاجية ضد تلك السياسات. تم اعتقالها مرتين بسبب هذه الأنشطة، وفي المرة الثانية وُجّهت إليها تهمة الخيانة، لكنها بُرّئت من تلك التهم. وعندما أُجبرت على التخلي عن عملها، اعتنقت الديانة البهائية، التي تتبنى عقيدة المساواة بين البشر، وأصبحت رائدة في هذا الميدان، وأسست ثمانية وعشرين مجتمعًا بهائيًا في منطقة كوازولو ناتال.

## حياتها
وُلدت نلومبا بيرثا مخيزي في 6 حزيران 1889 في بلدة إمبو، قرب أومكوماس، في مستعمرة ناتال، وكان والدها ماشوباني مخيزي يعمل سائق عربة تجرها الثيران. حين كانت في الرابعة من عمرها، توفي والدها، وانتقلت العائلة إلى إيناندا، حيث التحقت بمدرسة إيناندا اللاهوتية وكانت من أوائل الفتيات اللواتي التحقن بها. بعد إنهاء دراستها هناك، تابعت تعليمها في مدرسة أولانج الثانوية.

## الحياة المهنية
في عام 1907، بدأت مخيزي التدريس في معهد إيناندا اللاهوتي، وبقيت فيه أربع سنوات. وخلال تلك الفترة، بدأت بتعلم الخياطة كمهارة إضافية. وفي عام 1909، حصلت على حريتها القانونية بعد أن مثلت أمام قاضٍ ومعها وثيقة موقعة من أولياء أمرها تسمح لها بإدارة شؤونها دون موافقة الأقارب الذكور، وهو أمر نادر في مجتمع الزولو آنذاك. هذا التحرر منحها الحق في امتلاك منزل وفتح مشروعها الخاص.
في عام 1911، تركت التدريس وانتقلت إلى ديربان للعمل في مجال الخياطة مع شقيقها. واصلت جهودها في محو الأمية، وعملت مع الأطفال لمدة 25 عامًا. كما تحدثت علنًا ضد الإجراءات القمعية التي كانت تُستخدم لقمع حقوق السكان، مثل إعدام ماشيتهم أو إجبارهم على استخدام مبيدات بحجة مكافحة التيفوس.
مع تأسيس رابطة نساء المؤتمر الوطني الأفريقي، انضمت إليها مخيزي وأصبحت ناشطة في قضايا المرأة، وشاركت في مسيرات في عامي 1931 و1936 احتجاجًا على متطلبات تصاريح السفر للنساء. كما انضمت إلى اتحاد العمال الصناعيين والتجاريين، حيث خاضت حملات ضد حظر التجول، والأجور المتدنية، وغيرها من القيود المفروضة على العمال.
في أوائل الخمسينيات، بدأ المجلس التشريعي لنظام قانون الفصل العنصري بإصدار قوانين تُجبر النساء على مغادرة المناطق الحضرية خلال 72 ساعة، أو أن يعشن مع رجل حاصل على تصريح إقامة دائم. فاندلعت احتجاجات في عام 1950 ضد هذه القوانين في جميع أنحاء البلاد، وقادت مخيزي المظاهرات في ديربان في آذار من العام ذاته.
وفي عام 1952، انضمت إلى نحو 500 امرأة للاحتجاج أمام مجلس مدينة ديربان في ما عُرف بـ"حملة التحدي"، التي طالبت بإلغاء القانون الذي يفرض على النساء الحصول على تصاريح للسفر. ألقت مخيزي خطابًا تطالب فيه بالتراجع عن القيود، وسُجنت عدة أشهر بسبب ذلك. نجحت النساء في الضغط على الحكومة، وأدركت مخيزي أن التنظيم ضروري لتعزيز قضيتهن. فأسست مع أخريات اتحاد المرأة في جنوب أفريقيا، وحضرت المؤتمر التأسيسي في عام 1954، حيث تم انتخابها نائبة للرئيس إلى جانب فلورنس ماتوميلا وليليان نغويي وجلاديس سميث.
شارك الاتحاد في صياغة "ميثاق المرأة"، الذي طالب بالمساواة في الحقوق المدنية، وحقوق الأسرة والعمل والأجور وحق التصويت للجميع دون تمييز عنصري.في عام 1956، تولت مخيزي رئاسة رابطة نساء المؤتمر الوطني الأفريقي، ونظّمت مظاهرة حاشدة في آب من ذلك العام ضد القوانين الجديدة الخاصة بتصاريح النساء.
وفي كانون الأول، اعتُقلت مخيزي وعدد من القيادات النسائية في حملة مداهمات ليلية، ووجهت إليهن تهم بالخيانة والتآمر لإسقاط الحكومة، وكان من بين المعتقلات فرانسيس بارد وهيلين جوزيف وليليان نغويي وآني سيلينجا. استمرت المحاكمة أربع سنوات ونصف، وانتهت بتبرئة جميع النساء الـ156.
في عام 1958، اعتنقت مخيزي الديانة البهائية، وانضمت رسميًا إلى الجماعة في 1 كانون الثاني 1959. رأت أن دعوة البهائية لوحدة البشر تتوافق مع قناعاتها، وأصبحت نشطة فيها. واصلت إدارة مشروعها في ديربان، لكن في عام 1965 أُجبرت على إغلاقه بعد أن أمر مجلس المدينة بإزالة جميع الشركات الأفريقية.
نشطت في نشر الديانة البهائية في ناتال وزولولاند لخمس سنوات، ثم استقرت في جيزينسيلا قرب إيشوي كرائدة دينية، وأسست مع آخرين 28 جماعة بهائية في المنطقة. في عام 1968، تم انتخابها مندوبة في الجمعية الروحية الوطنية لجنوب وغرب أفريقيا، وخدمت لعام واحد. قامت أيضًا بترجمة العديد من النصوص الدينية إلى لغة الزولو. ورغم تدهور صحتها عام 1975، استمرت في العمل حتى عام 1978، عندما وهبت منزلها للجماعة البهائية، ثم عادت إلى إيناندا.

## الموت والإرث
توفيت بيرثا مخيزي في 3 تشرين الأول 1981 في إيناندا، وتُذكر اليوم كإحدى الرائدات في النضال من أجل حقوق المرأة في جنوب أفريقيا. وفي عام 2010، أُطلق اسمها على أحد شوارع ديربان تكريمًا لها، كما نُصب لها تمثال بالحجم الطبيعي من صنع الفنانة كريستينا سالفولدي في النصب التذكاري للتراث الوطني في تسواني قرب جوهانسبرغ عام 2017.

### الاستشهادات
1. 1 2 3  The Baháʼí World 1986، صفحة 773.
2. 1 2  South African History Online 17 February 2011.
3. 1 2 3  Mnyandu 2010، صفحة 3.
4. ↑  South African History Online 30 March 2011.
5. ↑  National Heritage Project 2017.